# Sundbybergs köksbryggeri

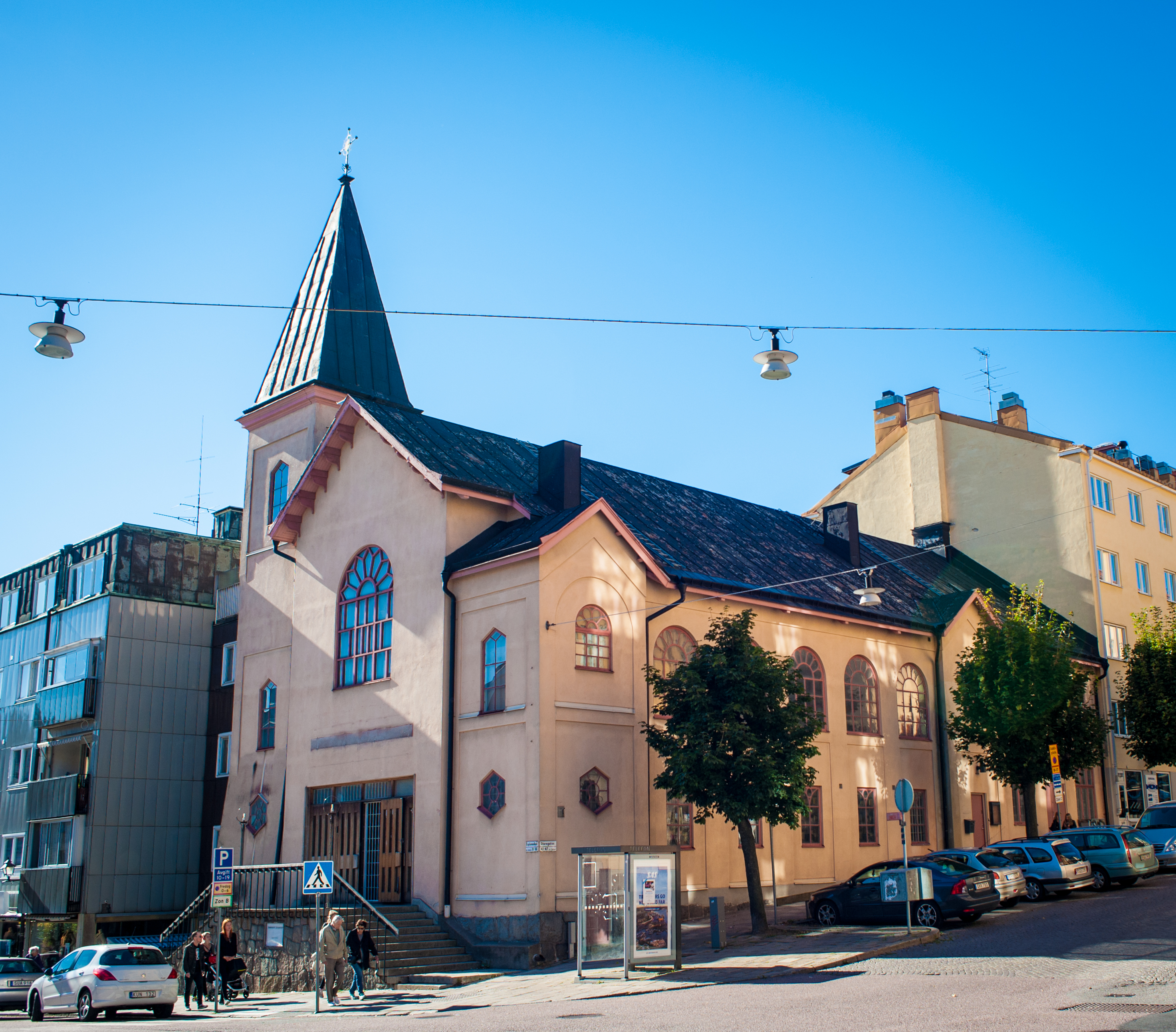
Sundbybergs köksbryggeri

Sundbybergs köksbryggeri AB var ett svenskt bryggeri vars olika ölsorter gick att köpa på Systembolaget. Bryggeriet startade 2008 i ett privat lägenhetskök i Sundbybergs kommun. 2010 blev det ett aktiebolag och 2013 flyttade bryggeriet sin verksamhet till en före detta kyrka på Sturegatan i Sundbyberg. 2020 lades verksamheten ner och bryggeriet togs över av Omnipollo. 